# Église Saint-Pierre de Saisy
L'église Saint-Pierre de Saisy est une église située sur le territoire de la commune de Saisy dans le département français de Saône-et-Loire et la région Bourgogne-Franche-Comté.

## Protection
Le chœur et le clocher font l'objet d'un classement au titre des monuments historiques depuis le 22 octobre 1913.

## Historique
L'église a été bâtie à la fin du XIIe siècle sur les restes d'un édifice plus ancien dont les pierres ont été réemployées pour la construction. 
Le portail occidental, le chœur, le clocher ainsi que l'abside datent de cette époque. 
En 1897 ont été effectuées des travaux portant sur la couverture de la nef unique, qui menaçait ruine.

## Description
L'abside romane voûtée en cul de four, qui a conservé sa couverture en lauzes, comporte cinq arcatures en plein cintre sur pilastres. 
Le clocher, sur la travée du chœur, a fait l'objet d'importants travaux de restauration en 2014, sous la conduite de l'architecte en chef des Monuments historiques, Frédéric Didier. Coiffé d'un toit en « bâtière », il abrite deux cloches, la plus ancienne datant de 1516 (l’autre ayant été fondue en 1712).
Le sol de l'église est en grande partie dallé avec des pierres tombales provenant du cimetière qui entourait jadis l'édifice (occupant la surface de la place actuelle).

## Mobilier
Le long du mur nord de la nef est visible un enfeu (niche funéraire) du XIVe siècle, classé au titre des Monuments historiques dès 1918, où repose le corps d’un petit-fils du seigneur de Sivry, Jean de Bellore, mort en 1312. Il est représenté 
étendu sur la pierre tombale, habillé d’une cotte de mailles, son épée à son côté gauche est enroulée d’un serpent, ce qui indique qu’il était aussi médecin. Son écu à sa droite dit qu’il était le petit-fils du tenant du titre. Un ange, balançant un encensoir, est gravé de chaque côté de sa tête. La silhouette de chien présentée à ses pieds est l’attribut de la noblesse. On lit l'épitaphe suivante : « Ci gît messire Jean de Bellore qui trépassa l’an m trescenz et XII ».
Parmi les éléments de mobilier visibles dans l'église figure un autel peint daté de 1990, œuvre de l'artiste Michel Bouillot (deux clés en sautoir se détachent sur un blason dont la forme est suggérée par deux larges palmes, référence directe aux clefs de saint Pierre, patron de l'église, et à son martyre).